# 愛知県道403号細谷二川線
愛知県道403号細谷二川線（あいちけんどう403ごう ほそやふたがわせん）は、愛知県豊橋市内を通る一般県道である。
認定当時は豊橋市二川町（二川西向山交差点）が終点であったが、現道は二川町より手前の三弥町で国道1号に突き当たり終点となる。

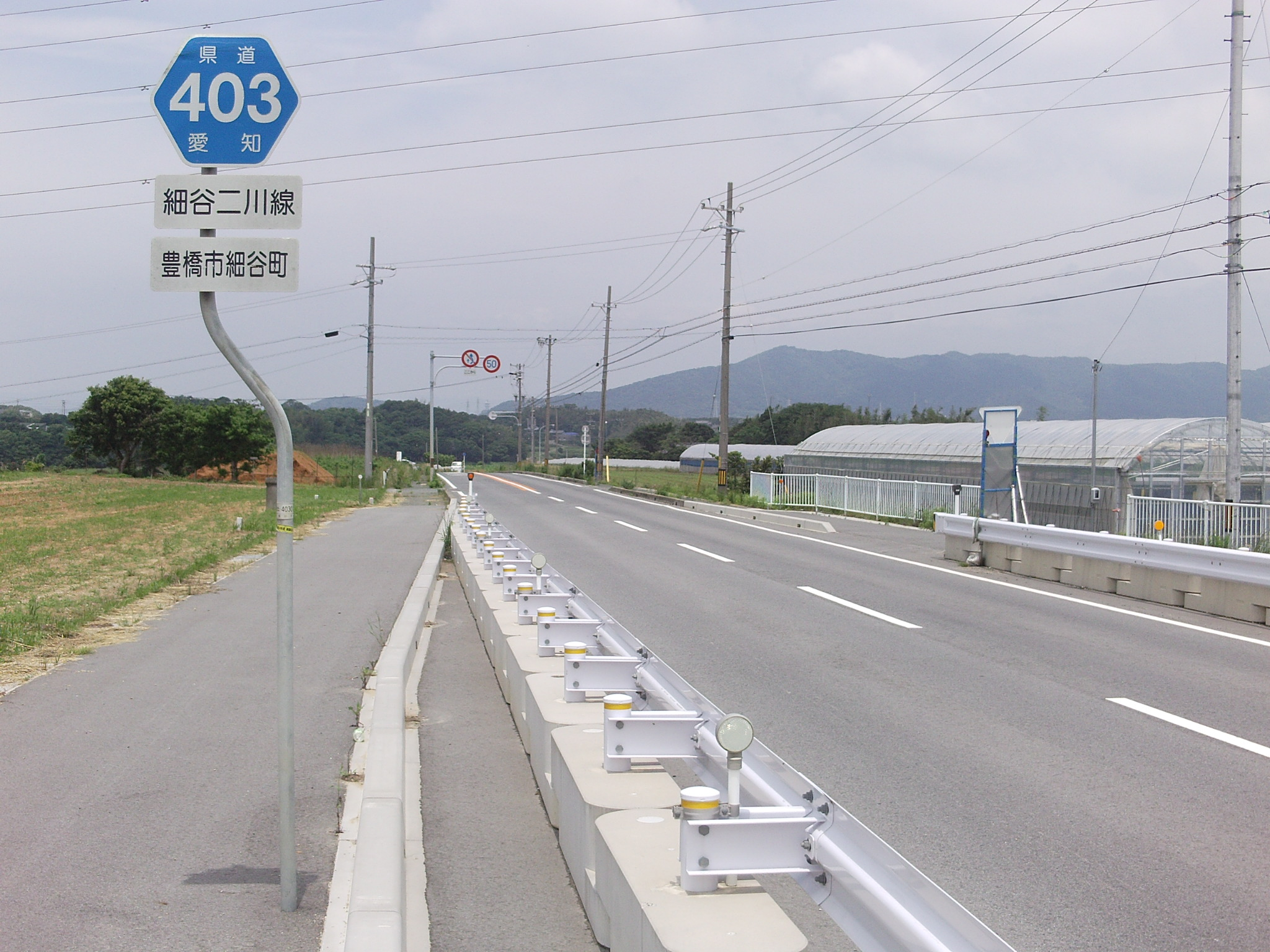
細谷町。概ね全線で画像のような圃場の風景が続く。国道23号名豊道路豊橋東バイパス細谷インターチェンジ建設地付近。

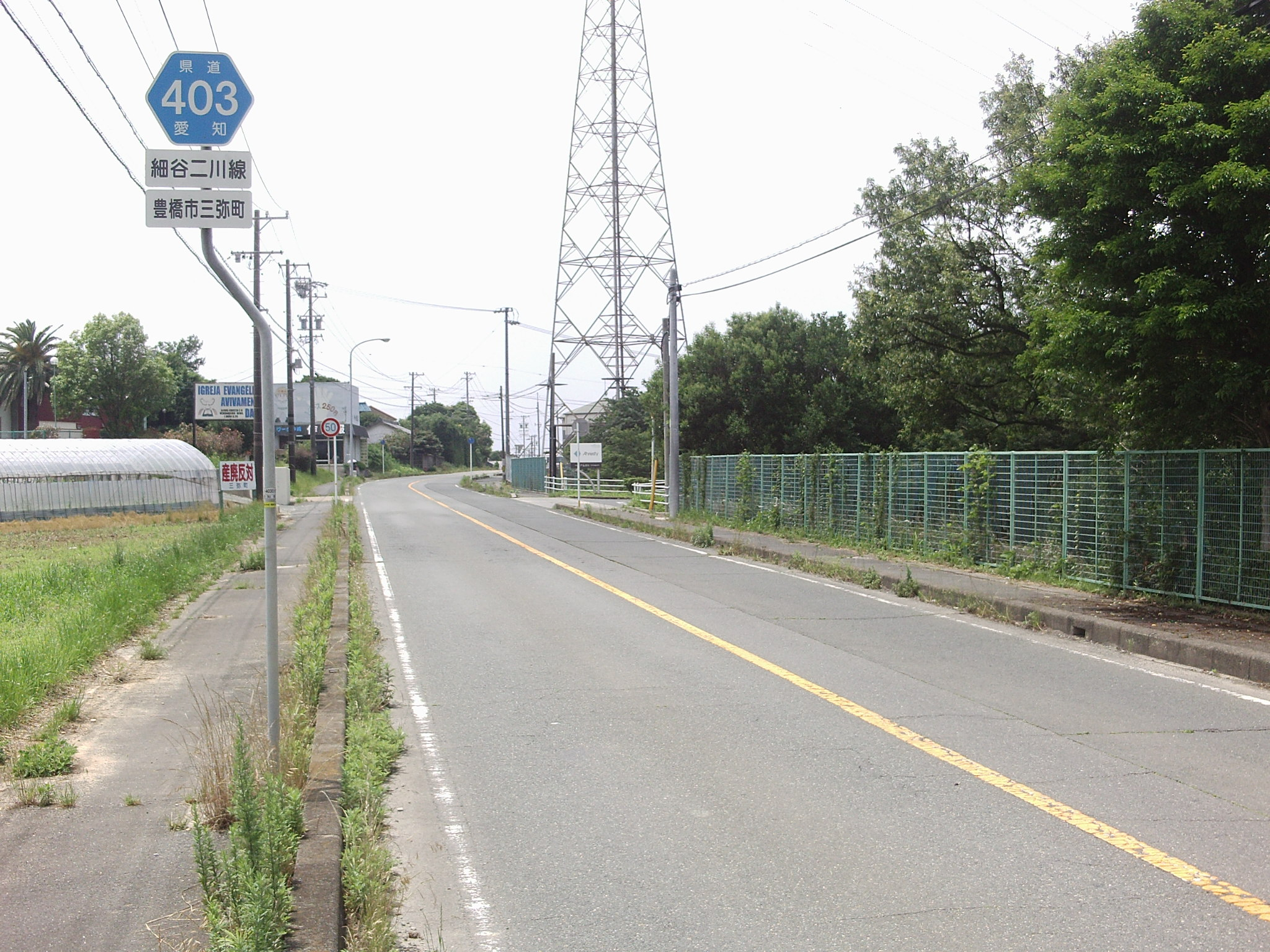
三弥町。シンフォニア テクノロジー豊橋製作所の東側。

## 概要

### 路線データ
- 起点：愛知県豊橋市細谷町
- 終点：愛知県豊橋市三弥町
- 全長：約4.1km

## 沿革
- 1959年12月15日 認定

## 接続する道路
- 国道42号（表浜街道）（細谷交差点）
- 国道23号（豊橋東バイパス）（細谷IC）
- 国道1号（三弥町交差点）

## 沿線周辺
- 豊橋市立細谷小学校
- 落合川
- アーレスティ 豊橋工場
- シンフォニア テクノロジー（神鋼電機） 豊橋製作所